# Аноа’й, Сика
Лити Си́ка Амитуана’й Аноа’й (англ. Leati Sika Amituana'i Anoa'i, 5 апреля 1945, Leone, Американское Самоа — 25 июня 2024), более известный как Сика Аноа’й или просто Сика, — самоа-американский рестлер. Он наиболее известен как один из членов команды «Дикие самоанцы» вместе со своим братом Афой. За свою карьеру Аноа’й завоевал титул командного чемпиона мира WWF. В 2007 году он был введен в Зал славы WWE, а в 2012 году — в Зал славы рестлинга. Он является членом семьи Аноа’й и отцом рестлеров Роузи и Романа Рейнса.

## Ранняя жизнь
Аноа’й родился в деревне Леоне на острове Тутуила в Американском Самоа 5 апреля 1945 года. Он был одним из тринадцати детей, родившихся в семье Амитуаны и Товале Аноа’й. В 1959 году, в возрасте 14 лет, Аноа’й вместе с семьей переехал в Сан-Франциско, Калифорния, США. Вскоре после переезда Аноа’й поступил на службу в торговый флот США, работал на судах, ходивших на Филиппины и в Японию. Аноа’й покинул торговый флот в 1969 году, работал стивидором, а затем решил стать рестлером, как его старший брат Афа.

## Личная жизнь
Аноа’и женат на Патриции Хукер, но в настоящее время они живут раздельно. У пары пятеро детей, два мальчика, Мэтью и Леати Джозеф, оба из которых также стали рестлерами. Мэтью, который был наиболее известен по выступлениям за WWE под именем Роузи, умер 17 апреля 2017 года. Леати Джозеф в 2010 году начал карьеру рестлера, в итоге присоединившись к WWE как Роман Рейнс и неоднократно выиграв титул чемпиона WWE.
Умер 25 июня 2024 года в возрасте 79 лет.

## Титулы и достижения
- Big Time Wrestling
  - Командный чемпион мира NWA (Детройтская версия) (2 раза) — с Афой
- Cauliflower Alley Club
  - Другие лауреаты (1997)
- Continental Wrestling Association
  - Командный чемпион Юга AWA (1 раз) — с Афой[6][7][8][9]
- Georgia Championship Wrestling
  - Национальный командный чемпион NWA (1 раз) — с Афой[6]
- Gulf Coast Championship Wrestling
  - Командный чемпион побережья Мексиканского залива NWA (2 раза) — с Афой
- International Wrestling Alliance
  - Командный чемпион IWA (1 раз) — с Афой
- Mid-South Wrestling
  - Командный чемпион Mid-South (3 раза) — с Афой
- NWA All-Star Wrestling
  - Командный чемпион Канады NWA (Ванкуверская версия) (1 раз) — с Афой[6]
- NWA Mid-America
  - Командный чемпион Соединённых Штатов NWA (Среднеамериканская версия) (1 раз) — с Афой[10]
- Pro Wrestling Illustrated
  - № 462 в топ 500 рестлеров в рейтинге PWI Years в 2003[11]
  - № 93 в топ 100 команд в рейтинге PWI Years в 2003 (с Афой)[12]
- Зал славы и музей рестлинга
  - С 2012 года — с Афой[3]
- Stampede Wrestling
  - Международный командный чемпион Stampede (2 раза) — с Афой[7][13]
- World Wrestling Council
  - Североамериканский командный чемпион WWC (1 раз) — с Афой
- World Wrestling Entertainment/World Wrestling Federation
  - Зал славы WWE (2007)[14]
  - Командный чемпион мира WWF (3 раза)[14][15][16]